# فلسفة النهضة
يستخدم علماء تاريخ الفكر تسمية «فلسفة عصر النهضة» للدلالة على فكر الفترة الممتدة بين عامي 1355 و1650 في أوروبا (يمتد ذلك العصر أكثر في أوروبا الوسطى والشمالية وفي المناطق الواقعة تحت النفوذ الأوروبي مثل أمريكا اللاتينية، والهند، واليابان، والصين). وتتداخل بذلك مع كل من فلسفة العصور الوسطى المتأخرة التي تأثرت في القرنين الرابع عشر والخمس عشر بشخصيات بارزة مثل ألبيرت العظيم، وتوما الأكويني، وليم الأوكامي، ومارسيليوس من بادوا، والفلسفة المعاصرة التي ترافق نشوؤها مع رينيه ديكارت ونشره لكتاب «مقال عن المنهج» في عام 1637.
يقسم الفلاسفة عادةً الفترة بشكل أقل دقة منتقلين بشكل مباشر من فلسفة العصور الوسطى إلى الفلسفة المعاصرة المبكرة، على أساس الاعتقاد بأنه لم تحدث تغيرات جذرية في وجهات النظر في القرون التي سبقت لديكارت. ولكن يأخذ مؤرخو الفكر بعين الاعتبار عوامل إضافية أخرى مثل المصادر والمقاربات والجمهور واللّغة والأنماط الأدبية إلى جانب الأفكار. يستعرض هذا المقال كلًا من تغيرات السياق والمحتوى في فلسفة عصر النهضة وصلاتها مع الماضي.

## الاستمرارية
تتشابه فلسفة عصر النهضة مع فلسفات القرون السابقة في البنية والمصادر والأسلوب والمواضيع.

### بنية الفلسفة
بعد استرجاع جزء كبير من الكتابات الأرسطوطالية في القرنين الثاني عشر والثالث عشر، اتضح وجود العديد من الكتابات الأخرى التي تتمحور بشكل عام حول الفلسفة الطبيعية والفلسفة الأخلاقية والماورائيات إلى جانب كتابات أرسطو عن المنطق التي كانت معروفة مسبقًا. شكلت هذه المواضيع الأساس لمنهاج الفلسفة في الجامعات الناشئة. كان الاعتقاد السائد هو أن فروع الفلسفة الأكثر «علمية» هي تلك التي تتسم بكونها نظرية وبالتالي فهي قابلة للتطبيق على نحو أوسع. اعتبر العديد من المفكرين في عصر النهضة أيضًا تلك المواضيع المجالات الفلسفية الرئيسية، إضافة إلى المنطق الذي يدرب العقل على الوصول إلى المواضيع الثلاثة الأخرى.